# 吉橋大師講
吉橋大師講（よしはしだいしこう）とは、千葉県八千代市吉橋を中心とした地域で行われていた、四国八十八箇所を写した88か所の霊場札所を巡る講である。吉橋組大師講、または単に吉橋大師などとも呼ばれる。寺院のみならず、神社にも札所が配されている特徴がある。

## 概要
吉橋大師講は吉橋を中心とする周辺集落の住民によって構成された。巡拝は通例、毎年春と秋の彼岸の後に3日から5日間の日程で行われた。先達のほか「南無大師遍照金剛」の幟を持つ旗持ち、鉦叩きなど役割分担がなされ、導師とともに隊をつくり、白衣に輪袈裟、菅笠の揃いの姿で歩いた。札所では地元住民によるお接待が行われ、餅や総菜、菓子などが振舞われ、返礼として歌や踊りが披露された。お接待の費用は講の参加者から支払われ、また酒は参加者に持ち込む義務があった。札所のある本堂や周辺住民宅に分宿したが、近隣の参加者は一旦帰宅し、翌朝合流した。
分割・再編によって設立された経緯や廃仏毀釈や急速な宅地化の影響などから札所の見直しが頻繁に行われたことから、札所の配置が複雑であり、同一の敷地の中に離れた番号の札所が配されていることも珍しくない。そのため現在でも札所番どおりの順巡りすることはほとんどない。

## 歴史
1807年（文化4年）、吉橋の貞福寺住職の存秀によって、下総四郡八十八ヶ所が開設された。この四郡とは千葉郡、印旛郡、葛飾郡、相馬郡を指し、現在の八千代市、習志野市、白井市、船橋市、市川市、松戸市、柏市にまたがる広範囲に札所が設置された。1841年（天保12年）に作成された御詠歌帳により、このころまでに下総四郡八十八ヶ所が吉橋大師と東葛印旛大師とに分割・再編されたことが確認される。これが後年の吉橋大師の原形となった。
慶応から明治初期にかけて札所のある寺院に絵馬や額の奉納が盛んに行われ、能満寺、観行院に奉納された八十八ヶ所札所大絵馬は船橋市の指定文化財となっている。現存する名簿類から、昭和初期には500人以上、終戦直後には1000人以上の参加者がいたことが確認されるが、1995年に講の活動休止が発表された。2005年から翌年、10回に分割して吉橋大師開設200周年記念事業の一環として有志らによる集団巡礼が行われ、貞福寺に絵馬が奉納された。現在は個人や小規模グループでの巡礼が行われている。